# Paulo Miranda (zagueiro)
Jonathan Doin, mais conhecido como Paulo Miranda (Castro, 16 de agosto de 1988), é um futebolista brasileiro que atua como zagueiro ou lateral-direito. Atualmente está no Mixto.
Em 2023, virou réu na Operação Penalidade Máxima do MPGO, suspeito de participar de um esquema de manipulação de resultados. O STJD (Superior Tribunal de Justiça Desportiva) puniu o atleta com suspensão de 720 dias.

## Carreira
Paulo Miranda iniciou sua carreira profissional no Iraty, em 2007, onde permaneceu até 2008. Foi negociado ao Desportivo Brasil e de 2008 a 2009 jogou no Palmeiras, ainda no mesmo ano, fazendo sua estreia pelo clube na Copa Sul-Americana, partida em que o Verdão perdeu no Estádio Palestra Itália para o Argentinos Juniors, da Argentina, por 1 a 0. Segundo o Globo Esporte o jogador teve uma boa atuação, na época quem possuía os direitos federativos era o Desportivo Brasil, clube comandado pela Traffic, empresa de marketing esportivo que tem parceria com o Palmeiras.
Em 2010, o Desportivo Brasil emprestou o atleta ao Oeste, onde permaneceu até o final da Série A1 do Paulista de 2011. A partir de maio de 2011, o jogador passou a defender o Bahia. Foi campeão com o Oeste Futebol Clube do Campeonato Paulista do Interior de Futebol de 2011.

### São Paulo
Após se destacar no Bahia, ainda no ano de 2011, antes de terminar o Campeonato Brasileiro de Futebol de 2011, o São Paulo Futebol Clube já fazia menção de contratá-lo. O que se concretizou, sendo um dos reforços para a temporada de 2012. Em maio, o zagueiro foi afastado do elenco tricolor por falhas na semifinal do Campeonato Paulista contra Santos. No entanto, Paulo Miranda se redimiu e, contra o mesmo Santos, marcou seu primeiro gol com a camisa do São Paulo e o gol da vitória tricolor em jogo válido pelo Campeonato Brasileiro. Após a chegada de Ney Franco ao São Paulo, Paulo Miranda se redimiu de vez do afastamento feito pela diretoria e se firmou de vez na equipe titular tricolor, mas como lateral-direito.
Em fevereiro de 2013, com dores no joelho esquerdo, foi constatada, após exames, a necessidade de se realizar uma artroscopia no jogador. Com isso, Miranda ficou afastado dos gramados por seis semanas.. Após a parada causada pela disputa da Copa das Confederações FIFA de 2013, sofreu uma fratura na mão esquerda. Com a lesão de Rodrigo Caio, Paulo Miranda virou titular em alguns jogos do São Paulo e fez um gol diante do Bragantino, pela Copa do Brasil 2014.
Apesar dos altos e baixos no clube, que tiveram como ponto culminante o seu afastamento na concentração depois das falhas no San-São que definiu um dos classificados para a final do Campeonato Paulista de Futebol de 2012, Paulo Miranda comemorou, em 20 de fevereiro de 2014, 100 jogos com a camisa Tricolor. Segundo o zagueiro: "É a primeira vez na carreira que completo 100 jogos em um clube. Isso me deixa ainda mais feliz. Após o jogo, os jogadores me parabenizaram pelo número, e fiquei muito honrado. Receber a camisa do Rogério me deixou feliz, porque é um cara em que me espelho bastante aqui".

### Red Bull Salzburg
Em 18 de junho de 2015, Paulo Miranda foi vendido ao Red Bull Salzburg  da Áustria por aproximadamente R$ 9,41 milhões.

### Grêmio
Em 5 de janeiro de 2018, assinou até 2020 com o Grêmio.

## Troca de nome
Registrado como Jonathan Doin, Paulo Miranda revelou que um treinador no começo de sua carreira dizia que seu nome era muito "meigo". Assim, o jogador, de um dia para o outro, resolveu trocar de nome.
Quando eu jogava no Paranaense, meu treinador na época falou que Jonathan Doin era muito meigo. No jogo contra o Coritiba, tinha TV transmitindo e tudo, coloquei Paulo Miranda na súmula, e acabou pegando.— Explicando a mudança de nome em entrevista no São Paulo.

## Estatísticas
Até 6 de janeiro de 2022.
| Clube             | Temporada         | Campeonato Nacional | Campeonato Nacional | Copa Nacional | Copa Nacional | Competição Internacional¹ | Competição Internacional¹ | Campeonato Estadual | Campeonato Estadual | Outros Torneios² | Outros Torneios² | Total | Total |
| Clube             | Temporada         | Jogos               | Gols                | Jogos         | Gols          | Jogos                     | Gols                      | Jogos               | Gols                | Jogos            | Gols             | Jogos | Gols  |
| ----------------- | ----------------- | ------------------- | ------------------- | ------------- | ------------- | ------------------------- | ------------------------- | ------------------- | ------------------- | ---------------- | ---------------- | ----- | ----- |
| Palmeiras         | 2008              | 0                   | 0                   | 0             | 0             | 2                         | 0                         | 0                   | 0                   | –                | –                | 2     | 0     |
| Palmeiras         | 2009              | 1                   | 0                   | –             | –             | 0                         | 0                         | 1                   | 0                   | 0                | 0                | 2     | 0     |
| Palmeiras         | Total             | 1                   | 0                   | 0             | 0             | 2                         | 0                         | 1                   | 0                   | 0                | 0                | 4     | 0     |
| Oeste             | 2010              | 3                   | 1                   | –             | –             | –                         | –                         | 17                  | 0                   | 0                | 0                | 20    | 1     |
| Oeste             | 2011              | 0                   | 0                   | –             | –             | –                         | –                         | 21                  | 0                   | 0                | 0                | 21    | 0     |
| Oeste             | Total             | 3                   | 1                   | –             | –             | –                         | –                         | 38                  | 0                   | 0                | 0                | 41    | 1     |
| Bahia             | 2011              | 32                  | 1                   | 0             | 0             | –                         | –                         | 0                   | 0                   | –                | –                | 32    | 1     |
| Bahia             | Total             | 32                  | 1                   | 0             | 0             | –                         | –                         | 0                   | 0                   | –                | –                | 32    | 1     |
| São Paulo         | 2012              | 20                  | 2                   | 5             | 0             | 8                         | 0                         | 16                  | 0                   | –                | –                | 49    | 2     |
| São Paulo         | 2013              | 26                  | 0                   | –             | –             | 12                        | 0                         | 9                   | 0                   | 2                | 0                | 49    | 0     |
| São Paulo         | 2014              | 16                  | 1                   | 3             | 0             | 6                         | 0                         | 4                   | 0                   | –                | –                | 29    | 1     |
| São Paulo         | 2015              | 5                   | 1                   | –             | –             | 1                         | 0                         | 5                   | 1                   | –                | –                | 11    | 2     |
| São Paulo         | Total             | 67                  | 4                   | 8             | 0             | 27                        | 0                         | 34                  | 1                   | 2                | 0                | 138   | 5     |
| Red Bull Salzburg | 2015–16           | 30                  | 2                   | 5             | 0             | 3                         | 0                         | –                   | –                   | –                | –                | 38    | 2     |
| Red Bull Salzburg | 2016–17           | 27                  | 2                   | 2             | 0             | 7                         | 0                         | –                   | –                   | –                | –                | 36    | 2     |
| Red Bull Salzburg | 2017–18           | 10                  | 0                   | –             | –             | 10                        | 0                         | –                   | –                   | –                | –                | 20    | 0     |
| Red Bull Salzburg | Total             | 67                  | 4                   | 7             | 0             | 20                        | 0                         | –                   | –                   | –                | –                | 94    | 4     |
| Grêmio            | 2018              | 13                  | 0                   | 0             | 0             | 4                         | 0                         | 6                   | 1                   | 0                | 0                | 23    | 1     |
| Grêmio            | 2019              | 12                  | 1                   | 0             | 0             | 1                         | 0                         | 8                   | 0                   | 0                | 0                | 21    | 1     |
| Grêmio            | 2020              | 14                  | 1                   | 4             | 0             | 1                         | 0                         | 11                  | 2                   | 0                | 0                | 30    | 3     |
| Grêmio            | 2021              | 5                   | 0                   | 1             | 0             | 4                         | 1                         | 2                   | 0                   | 1                | 0                | 13    | 1     |
| Grêmio            | Total             | 44                  | 2                   | 5             | 0             | 10                        | 1                         | 27                  | 3                   | 1                | 0                | 87    | 6     |
| Total na Carreira | Total na Carreira | 214                 | 12                  | 20            | 0             | 59                        | 1                         | 100                 | 4                   | 3                | 0                | 396   | 17    |

¹Em competições continentais, incluindo jogos e gols da Copa Libertadores e da Copa Sul-Americana.

²Em outros, incluindo jogos e gols em amistosos e Copa Audi e Recopa Gaúcha.

## Títulos
São Paulo
- Copa Sul-Americana: 2012[18]
- Eusébio Cup: 2013

Red Bull Salzburg
- Campeonato Austríaco: 2016–17

Grêmio
- Recopa Sul-Americana: 2018
- Campeonato Gaúcho: 2018, 2019, 2020 e 2021
- Recopa Gaúcha: 2019, 2021
- Taça Francisco Novelletto: 2020

### Individual
- Troféu Lance! de melhor lateral-direito do Brasileirão 2012
- Seleção da final da Copa do Brasil: 2020